# Geoffroy de Sergines
Pour les articles homonymes, voir Sergines (homonymie).
Geoffroy de Sergines, né vers 1205 et mort en avril 1269 à Acre, fut maréchal du royaume de Jérusalem en 1254. 

## Biographie
Il fut d'abord vassal de Hugues de Châtillon, le comte de Blois et de Saint-Pol ; lorsque ce dernier l'y autorisa, il rendit foi et hommage directement au roi Louis IX. Durant la croisade d’Égypte, il fut l'un des quelques chevaliers qui constituait l'état-major du roi.
En 1254, l'assemblée des barons du royaume de Jérusalem le nomma maréchal.
Il dut démêler un conflit entre les Génois et les Vénitiens, conflit qui dégénérait en guerre civile, au sujet de la possession d'une église à Acre. Plaisance d'Antioche, en le nommant bailli, lui demanda de rétablir la concorde entre les parties.
Il commandait l'arrière-garde durant la retraite de Damiette et fut capturé en même temps que le roi et il fut chargé de transmettre l'ordre de reddition aux troupes qui défendaient la ville.
Il était le neveu de Pierre de Sergines